# Parivara
Parivara (pāḷi) – jest trzecią i ostatnią księgą Vinaya Pitaka Kanonu theravady. Zawiera podsumowanie i liczne analizy różnych reguł opisywanych w pierwszych dwóch księgach Vinaya Pitaka - Suttavibhanga i Khandhaka. Jej zapisy mają głównie cel dydaktyczny. Jako że Parivara zawiera długą listę nauczycieli z Cejlonu, nawet therawadyjscy fundamentaliści uznają, że - przynajmniej w jej obecnej formie - musi pochodzić z późniejszego okresu. Naukowcy datują ją podobnie. Niektórzy przyjmują nawet, że może być starsza niż Czwarty Sobór Buddyjski na Cejlonie, który odbył się w ostatnim stuleciu przed naszą erą. To na tym właśnie Soborze spisano Kanon Palijski, przekazywany wcześniej ustnie.

## Rozdziały Parivary
Parivara zawiera 19 rozdziałów:
1. Katechizmy na temat reguł postępowania dla mnichów (pāḷi: Patimokkha).
2. Również katechizmy, ale dotyczące reguł dla mniszek.
3. Wierszowane omówienie przyczyn postępowania. Czyny pochodzą zawsze z ciała, mowy, lub zarówno z ciała jak i mowy. We wszystkich trzech wypadkach mogą powstawać intencjonalnie lub nieintencjonalnie, co daje razem sześć przyczyn. Ten rozdział podaje, które z sześciu przyczyn związane są kolejno ze wszystkimi regułami Patimokkha - zarówno tych dla mnichów, jak i dla mniszek.
4. Zawiera dwie części:
  1. Zawiera powtórzenia na temat typów przypadków prawnych dotyczących łamania mnisich reguł.
  2. Opisuje, które reguły dotyczące prowadzenia dysput powinny być stosowane w przypadkach prawnych.
5. Kwestie dotyczące Khandhaki (pāḷi: Khandhaka)
6. Listy uporządkowane numerycznie (por. Anguttara Nikaya; pāḷi: Aṅguttaranikāya)
7. Zawiera dwie części:
  1. Recytacja Patimokkhy
  2. Druga część uzasadnia reguły postępowania (pāḷi: Patimokkha).
8. Zbiór strof.
9. Dotyczy przypadków prawnych
10. Dodatkowy zbiór strof (zawierających głównie słowa dezaprobaty)
11. Słowa dezaprobaty w stosunku do różnych kwestii.
12. Mniejszy zbiór na temat dysput.
13. Większy zbiór na temat dysput.
14. Kathina (pāḷi: Kaṭhina), czyli proces szycia mnisich szat.
15. Tu Upali zadaje Buddzie pytania. Odpowiedzi Buddy składają się z pięciu części.
16. Inny rozdział na temat przyczyn postępowania (patrz. rozdział 3)
17. Drugi (sic) zbiór strof.
18. "Wyciskające pot z czoła strofy". Zbiór zagadek; nie zawiera odpowiedzi. Być może miał to być zestaw "pytań egzaminacyjnych".
19. Zawiera pięć części:
  1. Działania formalne sangi
  2. Uzasadnienia reguł postępowania (pāḷi: Patimokkha)
  3. Ustanowienie reguł Patimokkha
  4. Co zostało ustanowione
  5. Dziewięć klasyfikacji

## Tłumaczenie Parivary na język angielski
- The Book of the Discipline, tłum. I. B. Horner, tom VI, 1966, Pali Text Society[1], Lancaster